# Chiesa di San Valentino (Funes)
La chiesa di San Valentino è una chiesa ubicata a Funes, nella frazione di San Valentino.

## Storia e descrizione
Una primitiva chiesa sorgeva probabilmente sullo stesso luogo già nel 1090. Successivamente una nuova struttura venne edificata nel 1303, per poi essere restaurata nel 1900 come riportato in un'iscrizione nel arco trionfale; tuttavia la navata era stata già rifatta nel 1480, anno in cui venne aggiunto un coro in stile gotico. Venne nuovamente restaurata nel 1975.
La chiesa si presenta in stile romanico e gotico. All'esterno, nei pressi della cassetta delle offerte che reca la data del 1576, è posto un affresco raffigurante San Cristoforo, del XV secolo. Sempre all'esterno, un altro affresco, ritrovato all'interno durante i lavori di restauro del 1975, raffigura San Giorgio in lotta con il drago, del XIV secolo. Internamente, sull'altare maggiore, è posta una pala realizzata da Hans Klocker nel XVI secolo, dove si riconoscono le figure di Maria con pargolo, San Valentino e San Wolfgang.
Il campanile è in stile romanico a pianta quadrata, con trifore nella parte sommitale e tetto a piramide.